# 小行星2493
小行星2493（2493 Elmer）是一颗围绕太阳公转的小行星。1978年12月1日，哈佛天文台在哈佛大学天文台发现了此天体。
該小行星以美國業餘天文學家查爾斯·韋斯利·埃爾默命名。
这颗小行星的绝对星等为147.6573262012706等。